# CSSS du Sud-Ouest—Verdun
Le Centre de santé et de services sociaux du Sud-Ouest—Verdun est un établissement public de santé et de service sociaux du gouvernement du Québec exploitant plusieurs institutions de santé publique dans le territoire des arrondissements Verdun et Sud-Ouest de Montréal.   

## Centres administrés par le CSSS du Sud-Ouest—Verdun

### CLSC et clinique
- CLSC de Saint-Henri
- CLSC de Verdun
- CLSC de Ville-Émard-Côte-Saint-Paul
- Clinique universitaire de médecine de famille - GMF de Verdun (CUMG-GMF de Verdun)

### Hôpital
- Hôpital de Verdun

### Centres d'hébergement
- Centre d'hébergement Champlain
- Centre d'hébergement de Saint-Henri
- Centre d'hébergement des Seigneurs
- Centre d'hébergement du Manoir-de-Verdun
- Centre d'hébergement Louis-Riel
- Centre d'hébergement Réal-Morel
- Centre d'hébergement Yvon-Brunet